# District de Yoshida
Le district de Yoshida (吉田郡, Yoshida-gun) est un district de la préfecture de Fukui au Japon.

## Géographie

### Démographie
Lors du recensement national de 2000, la population du district de Yoshida était de 21 182 habitants répartis sur une superficie de 94 km2.

### Municipalité du district
- Eiheiji